# 1090
1090. је била проста година.

## Догађаји
- Википедија:Непознат датум — Владавина арапске династије Абадида у Севиљи у данашњој Шпанији (од 1023. до 1091).
- Пролеће - Печенези се приближавају Хариопољу. Селџуци освајају многе градове у Азији. У близини Руса, Печенези побеђују војску Алексија Комнина, који се повлачи, окупља своје ратнике и побеђује Печенеге следећег дана. Печенези опседају Комнина у Цурулу. Римљани изводе напад и побеђују Печенеге. Печенези се повлаче у Булгарофиг, Комнин се враћа у престоницу.
- У царству Сунг, кинески аутор Ћин Гуанг пише Канг Шу (књигу о свиларству), где описује машину за прераду свиле, касније познату као каишни погон.
- Следбеници исмаилита Хасана ибн ел-Сабаха лукаво заузимају тврђаву Аламут североисточно од Казвина. Сам Хасан улази у тврђаву 4. септембра. Почетак стварања независне Низарске државе, на чијем је челу до 1124. године био даија из Дајлема и хуџа (представник имама) Хасан ибн Сабах.
- Неуспешан поход цара Хајнриха IV у Италији ради интервенције у борби између антипапе Клемента III и папе Урбана II.
- Трећа експедиција Алморавидске војске на Ал-Андалуз и заузимање тамошњих краљевстава Таифа: Кордобе, Севиље, Гранаде, Малаге, Алмерије и Ронде. Пад војске Јусуфа ибн Ташфина.

## Смрти
- Аделаида од Рајнфелдена

- Гарсија од Галиције

- Исаија Ростовски
- Исакије Печерски

- Михаило VII Дука

- Никита Стифат